# Ludovico Scarfiotti
Ludovico Scarfiotti (ur. 18 października 1933 w Turynie, zm. 8 czerwca 1968 w Rossfeld) – włoski kierowca wyścigowy, syn współzałożyciela firmy Fiat. W 1962 zdobył tytuł mistrza Europy w wyścigach górskich, w 1963 wygrał 24h Le Mans, następnie zadebiutował w Formule 1. Wziął udział w 12 Grand Prix, wygrywając jedno z nich. Łącznie zdobył 17 punktów. Zdobył nagrodę dla najlepszego włoskiego kierowcy wyścigowego w latach 1962 oraz 1965.

## Samochody sportowe

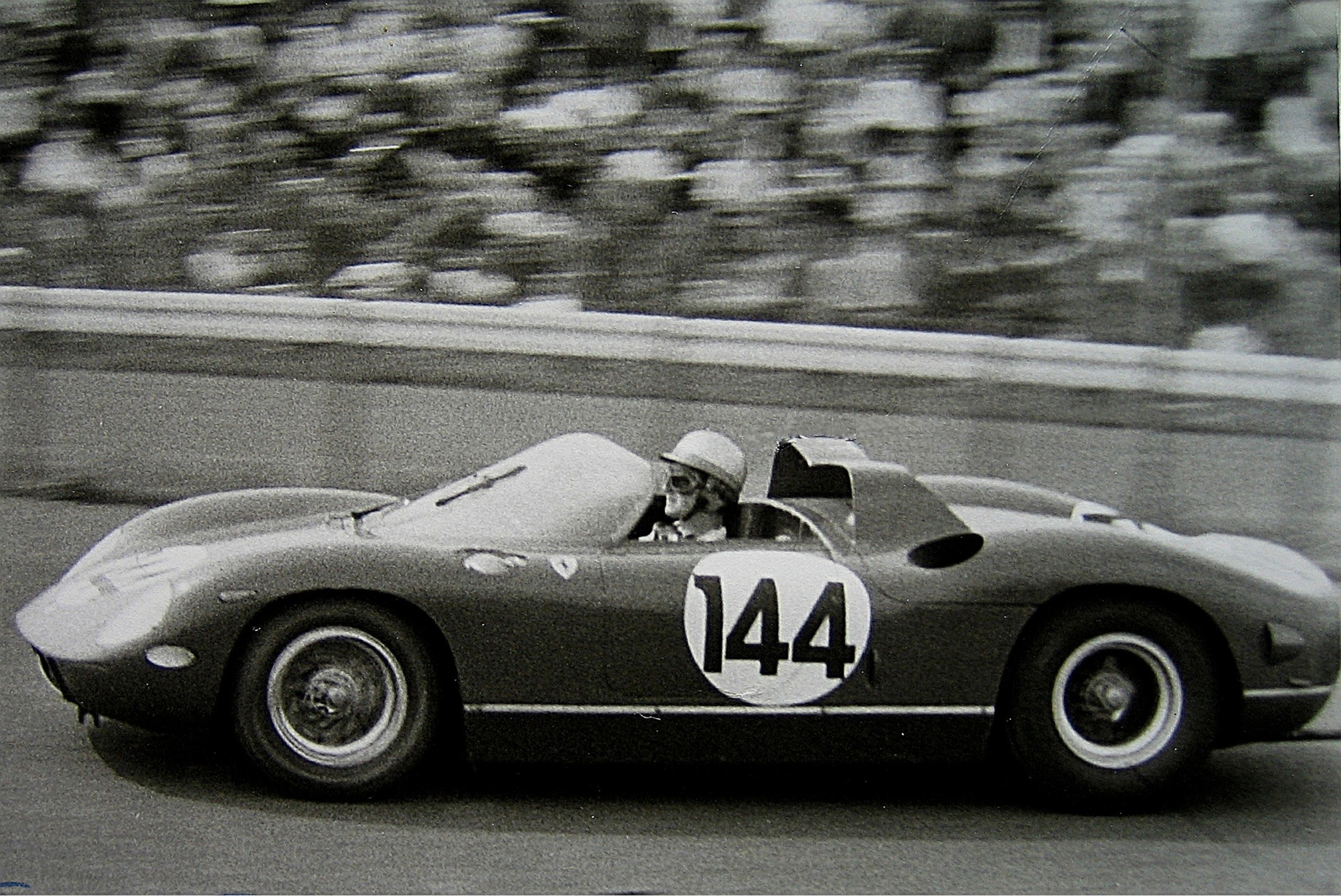
Scarfiotti na Nürburgringu w 1964 roku

W październiku 1962 roku Scarfiotti uczestniczył w wyścigu 1000 km Paryża. Zajął w nim trzecie miejsce, wspólnie z Colinem Davisem. Wyścig wygrali bracia Pedro i Ricardo Rodríguezowie. W czerwcu 1963 roku wspólnie z Lorenzo Bandinim Scarfiotti wygrał wyścig 24h Le Mans (średnia prędkość 189,9 km/h na dystansie 4558 km), dzięki czemu wygrał 20 000 dolarów; było to czwarte zwycięstwo Ferrari w tym wyścigu z rzędu.
W 1965 roku wspólnie z Johnem Surteesem wygrał Ferrari 330 P2 Spyder wyścig 1000 km Nürburgring; kierowcy ci osiągnęli czas 6 godzin, 53 minuty i 5 sekund, co dało średnią prędkość 145,58 km/h. Rok później Scarfiotti z Bandinim zajęli w tym wyścigu drugie miejsce ze stratą 90 sekund do zwycięzcy. Wyścig wygrali Phil Hill i Joakim Bonnier na Chaparralu napędzanym silnikiem Chevrolet o pojemności 5,4 litra (Ferrari Scarfiottiego i Bandiniego miało silnik o pojemności 2 litrów). Chaparral posiadał automatyczną skrzynię biegów, co nigdy wcześniej nie zdarzyło się w wyścigach w Europie.
Surtees zerwał stosunki z Ferrari po ich decyzji, że w wyścigu 24h Le Mans 1966 zastąpi go Scarfiotti. Włoch został sklasyfikowany w tym wyścigu na 31 pozycji, wycofując się po 123 okrążeniach. W maju 1967 Scarfiotti wspólnie z Mikiem Parkesem ścigał się Ferrari P4 w wyścigu 1000 km Spa. Ukończyli oni ten wyścig okrążenie za zwycięzcami, Jackym Ickxem oraz Richardem Thompsonem.
Scarfiotti brał udział również w takich zawodach jak Canadian-American Challenge Cup (1967) czy Targa Florio (1968).

## Formuła 1
Pod koniec 1962 roku Enzo Ferrari wyznaczył Scarfiottiego jako kierowcę Ferrari na sezon 1963 wraz z Surteesem, Willym Mairessem, Bandinim i Nino Vaccarellą.
W Formule 1 Scarfiotti zadebiutował w Grand Prix Holandii 1963, który to wyścig ukończył na szóstej pozycji, 2 okrążenia za zwycięzcą, którym był Jim Clark. W sezonie 1964 wystartował jedynie w Grand Prix Włoch, gdzie był dziewiąty. W sezonie 1965 wystartował jedynie w niezaliczanym do mistrzostw Grand Prix Syrakuz, gdzie był piąty.
W 1966 roku wygrał Grand Prix Włoch, stając się pierwszym Włochem od 15 lat, który wygrał ten wyścig (osiągnął wtedy rekordową prędkość 220 km/h); Scarfiotti został tym samym ostatnim włoskim zwycięzcą Grand Prix Włoch.
W 1967 roku Scarfiotti wystartował w Grand Prix Syrakuz; Ferrari wystawiło wtedy dwa samochody pomimo śmierci Bandiniego w Grand Prix Monako. Tak Scarfiotti, jak i Parkes, startowali Ferrari 312. Wyścig ten zakończył się niecodziennym wynikiem, ponieważ Scarfiotti i Parkes zremisowali (równocześnie wjechali jako liderzy na metę).
W sezonie 1968 Scarfiotti dwukrotnie był czwarty, w Hiszpanii i Monako.

## Śmierć
Ludovico Scarfiotti zmarł w 1968 roku podczas wyścigów górskich na Roßfeldhöhenringstraße w pobliżu Berchtesgaden, w niemieckich Alpach. Był tym samym trzecim kierowcą Formuły 1 zmarłym w 1968 roku, po Jimie Clarku i Mike'u Spence'ie. Scarfiotti rozbił swoje Porsche 910 podczas treningów, kiedy samochód nagle zboczył z toru i zleciał dziesięć metrów w dół, lądując na drzewach. Porsche było zawieszone na drzewach, a Scarfiotti został wyrzucony z kabiny. Znaleziono go ponad 45 metrów dalej. Zmarł w karetce wskutek licznych złamań. Huschke von Hanstein, ówczesny kierownik zespołu Porsche, oświadczył, że nigdy wcześniej, odkąd był związany z Porsche (tj. od 18 lat) nie miał do czynienia ze śmiertelnym wypadkiem. Ślady hamowania o długości 55 metrów mogą wskazywać, że Scarfiottiemu zablokowały się hamulce.
Scarfiotti zostawił żonę – Idę Benignetti, i dwoje dzieci z poprzedniego małżeństwa.

## Wyniki w Formule 1
| Legenda oznaczeń w tabelach wyników Wyświetl szablon na nowej stronie | Legenda oznaczeń w tabelach wyników Wyświetl szablon na nowej stronie                                                                     |
| Oznaczenie                                                            | Wyjaśnienie |
| --------------------------------------------------------------------- | --- |
| Złoty                                                                 | Zwycięzca lub mistrzostwo |
| Srebrny                                                               | 2. miejsce lub wicemistrzostwo |
| Brązowy                                                               | 3. miejsce lub II wicemistrzostwo |
| Zielony                                                               | Ukończył, punktował (w klasyfikacji generalnej, gdy zdobył co najmniej jeden punkt na przestrzeni sezonu, poza trzema powyższymi opcjami) |
| Niebieski                                                             | Ukończył, nie punktował (w klasyfikacji generalnej, gdy nie zdobył co najmniej jednego punktu na przestrzeni sezonu)                      |
| Czerwony                                                              | Nie zakwalifikował się (NZ) |
| Czerwony                                                              | Nie prekwalifikował się (NPK) |
| Różowy                                                                | Nie ukończył (NU) |
| Różowy                                                                | Niesklasyfikowany (NS) (w klasyfikacji generalnej, gdy nie został sklasyfikowany w żadnym wyścigu sezonu)                                 |
| Czarny                                                                | Zdyskwalifikowany (DK) |
| Czarny                                                                | Wykluczony (WYK/EX) |
| Biały                                                                 | Nie wystartował (NW) |
| Biały                                                                 | Kontuzjowany (K/INJ) |
| Biały                                                                 | Wyścig odwołany (OD/C) |
| Bez koloru                                                            | Został wycofany (WYC/WD) |
| Bez koloru                                                            | Nie przybył (NP/DNA) |
| Bez koloru                                                            | Nie brał udziału w treningach (NT/DNP) |
| Bez koloru                                                            | Nie został zgłoszony (–) |
| Pogrubienie                                                           | Start z pole position |
| Kursywa                                                               | Najszybsze okrążenie wyścigu |
| †                                                                     | Nie ukończył, ale jego rezultat został zaliczony ze względu na przejechanie więcej niż 90% dystansu wyścigu.                              |
| *                                                                     | Sezon w trakcie |
| 1/2/3                                                                 | Punktowana pozycja w sprincie kwalifikacyjnym                                                                                             |
| Lista systemów punktacji Formuły 1                                    | |

| Rok  | Zespół  | Samochód | Silnik       | 1      | 2     | 3     | 4      | 5   | 6      | 7   | 8     | 9      | 10     | 11  | 12  | Msc. | Pkt. |
| ---- | ------- | -------- | ------------ | ------ | ----- | ----- | ------ | --- | ------ | --- | ----- | ------ | ------ | --- | --- | ---- | ---- |
| 1963 | Ferrari | 156      | Ferrari V6   | MCO    | BEL   | NLD 6 | FRA NW | GBR | DEU    | ITA | USA   | MEX    | ZAF    |     |     | 16   | 1    |
| 1964 | Ferrari | 156      | Ferrari V6   | MCO    | NLD   | BEL   | FRA    | GBR | DEU    | AUT | ITA 9 | USA    | MEX    |     |     | –    | 0    |
| 1965 | Ferrari | 1512     | Ferrari V12  | ZAF    | MCO   | BEL   | FRA    | GBR | NLD    | DEU | ITA   | USA    | MEX NW |     |     | –    | 0    |
| 1966 | Ferrari | Dino 246 | Ferrari V6   | MCO    | BEL   | FRA   | GBR    | NLD | DEU NU |     |       |        |        |     |     | 10   | 9    |
| 1966 | Ferrari | 312/66   | Ferrari V12  |        |       |       |        |     |        |     | ITA 1 | USA    | MEX    |     |     | 10   | 9    |
| 1967 | Ferrari | 312/67   | Ferrari V12  | ZAF    | MCO   | NLD 6 | BEL NS | FRA | GBR    | DEU | CND   |        |        |     |     | 21   | 1    |
| 1967 | Eagle   | T1G      | Weslake V12  |        |       |       |        |     |        |     |       | ITA NU | USA    | MEX |     | 21   | 1    |
| 1968 | Cooper  | T86      | Maserati V12 | ZAF NU |       |       |        |     |        |     |       |        |        |     |     | 16   | 6    |
| 1968 | Cooper  | T86B     | BRM V12      |        | ESP 4 | MCO 4 | BEL    | NLD | FRA    | GBR | DEU   | ITA    | CND    | USA | MEX | 16   | 6    |

## Sukcesy
- 1962 – mistrzostwo Europy w wyścigach górskich
- 1962 – najlepszy włoski kierowca wyścigowy roku
- 1963 – 24h Le Mans
- 1963 – 12h Sebring
- 1965 – 1000 km Nürburgring
- 1965 – najlepszy włoski kierowca wyścigowy roku